# Nikki Serlenga
Nikki Lee Serlenga, née le 20 juin 1978 à San Diego, est une ancienne joueuse américaine de soccer des années 1990 et 2000, ayant évolué au poste de milieu de terrain.

## Biographie
Elle est internationale américaine à 30 reprises de 2000 à 2001, marquant 6 buts. Elle est médaillée d'argent aux Jeux olympiques d'été de 2000.